# Ameerega trivittata
Ameerega trivittata é uma espécie de anfíbio da família Dendrobatidae. Pode ser encontrada na Bolívia, Brasil, Peru, Colômbia, Venezuela, Guiana e Suriname. A família de anfíbios anuros Dendrobatidae (Dendro = Árvore e Bate = Caminhante)  possui 204 espécies, distribuídas em 16 gêneros. São animais diurnos com tamanho geralmente de 30 mm ou menos, procuram ambientes folhosos para se abrigar e vocalizar, e chamam atenção por suas cores vibrantes e sua habilidade de sequestrar toxinas. Ameerega é o segundo gênero mais diverso de Dendrobatidae com 29 espécies conhecidas, concentradas na base da Cordilheira do Andes, principalmente na região do Peru, distinguindo-se dos demais gêneros da família devido a presença de dorsos inteiramente granulares junto de um abdome escuro com manchas claras normalmente azuladas. A. trivittata conhecido popularmente como sapo veneno de flecha de três listras é um sapo venenoso com padrão de coloração aposemática, nomeado junto de 2 espécies por por Spix (1824), apresentando 2n=24 cromossomos.

## Etimologia e taxonomia
Ameerega vem de uma homenagem ao herpetuculturista holandês Jan Meere junto de “aga”, que segundo Bauer (1986) é uma palavra no oriente médio com significado referido-se ao principal ou primeiro, e no grego o adjetivo bom ou o advérbio muito. E trivittata introduzida por Spix (1824) consiste no prefixo “tri” indicando o porte de algo, junto de uma referência a vitta ritualística (manto com três fitas nas costas, longitudinalmente amarelo-ouro e azul pós-morte), de certa forma relacionado com seu padrão de listras e cores.
A maior parte das espécies está distribuída em 7 grupos a partir da espécie irmã A. silverstonei, sendo que A. trivittata apresenta certa incerteza quanto às suas relações, sendo referida como grupo irmão dos grupos de A. simulans, A. petersi, A. macero e A. hahneli. Está dividido em 4 morfotipos originados do ancestral comum A. picta, há aproximadamente 7,57 milhões de anos. Se expandiram recentemente por quase toda a Floresta Amazônica, habitando florestas primárias e secundárias enquanto defendem territórios de até 500 m², tendo como predomínio os indivíduos com 2 listras laterais  em relação a suas outras variações se apresentando mais restritas ao sudoeste amazônico na região peruana e atualmente está concentrada no Parque Natural Brownsberg no Suriname.

## Territorialidade e Ciclo de vida
É uma espécie territorial, que depende de sua área de uso para buscar e defender seus recursos, se alimentando principalmente de formigas e outros artrópodes de pequeno porte. Seu território está ligado diretamente a seu sucesso reprodutivo, onde o tamanho é diretamente proporcional a sua taxa de acasalamento, pois ele indicar o limite onde o indivíduo pode adquirir alimento, mas também é usado como local de deposição para as proles, e serve de refúgio contra predadores. Sua área pode variar dependendo de fatores abióticos como inundações sazonais e distribuição dos regimes de chuvas, como exemplo temos comparação de estudos feitos na amazônia brasileira e a peruana, onde no Brasil essa espécie apresenta o dobro de território e se reproduz o ano todo, em comparação com os indivíduos encontrados no Peru, que não se reproduzem em épocas secas.
O macho atrai a fêmea por meio da vocalização, e nos meses chuvosos realiza a reprodução sexual de forma externa ao fecundar cerca de 40 ovos. E ao eclodirem os girinos serão transportados no dorso do macho até um corpo d’água, local onde irão  desenvolver inicialmente sua fase larval aquática até adquirirem a capacidade de colonizar o ambiente terrestre. Nessa espécie onde cuidado é parental, o macho ingere maior número de formigas que a fêmea, devido a tarefa de levar os girinos para a corpos d'água, nesse cenário o tamanho do macho não influencia no transporte dos girinos, pois demonstraram não depositar todos os girinos de uma vez. Nesse processo ele se expõe a predação, e a ingestão de formigas está associada à produção de psicoestimulantes alcaloides, que auxiliam em sua defesa. O sucesso da fase larval aquática dos girinos depende principalmente do cuidado parental, além do tamanho e fatores físico-químicos dos locais de deposição,  onde a ideia de poças maiores poderem suportar mais indivíduos é refutada, porque em contrapartida: elas possuem hidroperíodo mais longo, assim estando associada ao aumento de predadores invertebrados, como ninfas de Odonata. E nesse contexto, é possível que os machos detectem através de pistas químicas a qualidade dos corpos d’água onde depositam os girinos, assim sendo o principal critério de escolha da espécie.

## Ameaças
Segunda a lista vermelha da IUCN esta espécie se encontra em grau de ameaça pouco preocupante. Sobre as ameaças que afligem essa espécie, podemos citar o desmatamento, mais especificamente a redução e modificação de seu habitat causado pelo desenvolvimento urbano, extração de madeira, atividades agrícolas e aquícolas que acabam resultando em modificações nos ecossistemas. Também é preocupante a ação de caça e captura desses animais para o comércio no mercado pet. Quanto a sua presença em Unidades de Conservação, há registros fotográficos tirados em 2016 dentro dos limites do Parque Nacional Mapinguari.
Por meio de um trabalho realizado por PISTONI a respeito do comércio ilegal de anfíbios no Brasil, se constataram registros de apreensão de seu comércio ilícito no país, como também a verificação de sites de outros países onde também era realizada as transações. Um caso de apreensão no aeroporto de Guarulhos, em 1999, constatou o número de 560 rãs da família Dendrobates apreendidas e encaminhadas a locais como zoológicos, museus e universidades, sendo esse último com probabilidade de possuírem animais cuja descendência remonta ao incidente.

## Aspectos culturais
Como o nome sugere, esse sapo pode ter sido usado por povos indígenas para aplicação de veneno em flechas, um ritual de caça comum, mas das três espécies documentadas, todas pertenciam ao gênero Phyllobates sendo o sapo veneno de flecha dourado o mais letal e utilizado. O interesse dos herpicultores do hemisfério norte por esses animais, em especial pela família Dendrobates, estimula ainda mais o comércio ilegal destes anfíbios, tendo como motivos suas cores aposemáticas e compostos alcalóides presentes em suas secreções, assim captando o interesse das indústrias farmacológicas. Outro fator que pode pôr em risco esses animais seriam as espécies estrangeiras que chegam por meio dessas atividades, trazendo não apenas o risco de desequilíbrio ecossistêmico no caso de se tornarem espécies invasoras, como também pelo risco de serem centros de dispersão de doenças.